# 特拉谢拉
特拉谢拉，是西班牙埃斯特雷马杜拉巴达霍斯省的一个市镇。总面积58平方公里，2001年普查人口總數為717人，人口密度為每平方公里12人。